# 1985 (roman)
Pour les articles homonymes, voir 1985 (homonymie).
1985 (également intitulé 1984-85 en France)  est un roman de l'écrivain anglais Anthony Burgess. Publié en 1978, il est inspiré par le roman de George Orwell 1984.
1985 est divisé en 2 parties. La première moitié du livre est une série d'essais et d'interviews (dans lesquelles Burgess est à la fois l'intervieweur et l’interviewé) au sujet de différents aspects du livre d'Orwell.
La seconde partie est une nouvelle qui se déroule en 1985, sept ans après l'année où le livre a été écrit. Burgess n'a pas écrit une suite au livre d'Orwell mais il utilise le même concept. Il suggère ce qui pourrait advenir en 1985 si la société britannique et le monde qu'il observe en 1978 évoluait selon une certaine tendance.
La tendance principale à laquelle il se réfère est le pouvoir grandissant des syndicats. Dans le 1985 hypothétique envisagé dans le livre, les syndicats sont devenus si puissants qu'ils exercent le plein contrôle de la société. Un syndicat existe pour chaque métier imaginable. Les syndicats commencent des grèves sans grand motif et une fois la grève entamée par un syndicat, elle se transforme vite en grève générale.
Un autre thème majeur de la nouvelle est l'islamisation de la Grande-Bretagne en raison d'une immigration à grande échelle en provenance du Moyen-Orient. Londres regorge de mosquées et de riches Arabes déambulent partout dans la ville.

## Résumé
Au début du livre le personnage principal, Bev Jones, est confronté à la mort de son épouse. Elle était à l'hôpital lorsqu'un feu a éclaté, et pendant que le syndicat des pompiers était en grève, l'hôpital a entièrement brûlé. (Dans la réalité le syndicat des pompiers britanniques avait appelé à la grève pour la première fois de son histoire en 1977, vraisemblablement alors que Burgess écrivait son roman).
La mort de son épouse engendre chez Bev une profonde hostilité envers le système syndical. Ce n'est cependant pas la première fois que Bev s'y oppose, car il avait précédemment été conférencier en histoire, obligé d'arrêter son travail par le système basé sur le syndicalisme, qui favorise l'éducation par la valeur pratique. Employé comme confiseur, il va travailler un jour en dépit de l'appel à la grève lancé par son syndicat, ce qui entraine son exclusion et par conséquent son inemployabilité. Bev devient alors vagabond, voyageant dans tout le Royaume-Uni. Il rencontre un groupe de révolutionnaires. Il meurt après s'être allié avec eux et après voir été trahi par des extrémistes musulmans qui complotent pour prendre le pouvoir en Grande-Bretagne.

## Sources
- (en) Cet article est partiellement ou en totalité issu de l’article de Wikipédia en anglais intitulé « Nineteen Eighty-Five » (voir la liste des auteurs).